# Ulysse de Salis
Pour les articles homonymes, voir Salis.
 (octobre 2010).
Si vous disposez d'ouvrages ou d'articles de référence ou si vous connaissez des sites web de qualité traitant du thème abordé ici, merci de compléter l'article en donnant les références utiles à sa vérifiabilité et en les liant à la section « Notes et références ».
Ulysse de Salis-Marschlins, né le 23 juillet 1594 et mort le 3 février 1674, est une personnalité politique et militaire suisse au service de la France.

## Biographie
Issu d'une ancienne famille des Grisons, il est jusqu'en 1611 page au service du duc de Bouillon. 
En 1616, il se met au service de Venise, puis entre dans l'armée du comte Ernst von Mansfeld de 1621 à 1622, avant de servir la France en 1624 comme lieutenant-colonel dans le régiment de son frère Rudolf. Ayant hérité de ce régiment en 1625, il reçoit lors de sa dissolution en 1627 une compagnie de la Garde-suisse. 
En 1631, nommé colonel d'un régiment grison, il participe à la campagne du duc de Rohan dans la Valteline. En 1638, il combat en Flandres, est nommé maréchal de camp en 1641 et prend part à des campagnes en Italie.
Il se retire en 1643 dans son château de Marschlins. Devenu l'une des personnalités les plus influentes des Grisons, il exerce la charge de landaman de la Ligue des Dix-Juridictions entre 1646 et 1647.